# Pico la Selle
Pico la Selle (en francés: Pic la Selle;y en criollo haitiano: Pik Lasèl) también llamado «Morne La Selle» (Monte La Selle), es el pico más alto en el país caribeño de Haití, con una altura de 2.680 metros (8.793 pies) sobre el nivel del mar. La montaña es parte de la cordillera llamada Chaîne de la Selle / Chèn Lasèl (Cadena de la Selle) . Se encuentra ubicado en el Departamento Oeste (Ouest / Lwès), una de las divisiones administrativas de esa nación.